# Callophisma flavicornis
Callophisma flavicornis là một loài bướm đêm trong họ Noctuidae.